# Mouvement pour les changements
Le Mouvement pour les changements est un parti politique monténégrin fondé en 2006 et présidé par Nebojša Medojević. De tendance libérale et conservatrice, partisan de l'adhésion à l'Union européenne et de réformes économiques, le Mouvement pour les changements se situe dans l'opposition au gouvernement conduit par le Parti démocratique socialiste du Monténégro, qu'il ne considère pas comme démocratique.

## Historique
Ses origines remontent à 2002. Un groupe d'intellectuels et d'universitaires crée alors le Groupe pour les changements, inspiré par le modèle du G17 Plus serbe. Comme ce dernier, le groupe décide de se transformer en parti politique. Le processus intervient en 2006, peu avant les élections législatives monténégrines de 2006. C'est alors qu'il adopte son nom actuel.
Le nouveau mouvement réussit l'exploit de réunir 13,13 % des voix pour son premier scrutin, obtenant ainsi l'élection de 11 députés. En 2008, son président se présente aux élections présidentielles et arrive en troisième position en obtenant 16,64 % des voix.
Il participe aujourd'hui aux efforts d'unification de l'opposition, aux côtés du Parti socialiste populaire du Monténégro, du Parti populaire, du Parti serbe démocratique et d'autres petits groupes.